# Ketty Lester
Ketty Lester, född 16 augusti 1934 i Hope, Arkansas i USA, är en amerikansk skådespelare och sångerska. Lester är mest känd för sin roll som Hester-Sue Terhune i TV-serien Lilla huset på prärien.
Sitt stora genombrott fick hon som sångerska 1961 med miljonsäljaren Love Letters.

## Filmografi i urval
- 1969 – The Bill Cosby Show (TV-serie)
- 1970–1973 – Love, American Style (TV-serie)
- 1973 – Sanford and Son (TV-serie)
- 1975 – Snacka om trubbel
- 1977 – Familjen Walton (TV-serie)
- 1977–1983 – Lilla huset på prärien (TV-serie)
- 1982 – Gänget och jag (TV-serie)
- 1983 – Spanarna på Hill Street (TV-serie)
- 1986 – Hotellet (TV-serie)
- 1988 – St. Elsewhere (TV-serie)
- 1991 – Lagens änglar (TV-serie)